# Pekka Haavisto
Pekka Olavi Haavisto (ur. 23 marca 1958 w Helsinkach) – fiński polityk, w latach 1995–1999 minister środowiska, od 2013 do 2014 minister rozwoju, od 2019 do 2023 minister spraw zagranicznych, w latach 1993–1995 i 2018–2019 przewodniczący Ligi Zielonych. Kandydat w wyborach prezydenckich w 2012, 2018 i 2024.

## Życiorys
W 1975 ukończył szkołę średnią. Pracował jako redaktor magazynów „Komposti”, „Suomi-lehti” i „Vihreä Lanka”. Od 1987 do 1995 przez dwie kadencje sprawował mandat posła do Eduskunty, reprezentując okręg helsiński. Od 1993 do 1995 był przewodniczącym Ligi Zielonych. W okresie od kwietnia 1995 do kwietnia 1999 sprawował urząd ministra środowiska w pierwszym rządzie Paava Lipponena. Był równocześnie ministrem w ministerstwie środowiska. Przez następne sześć lat pracował w Organizacji Narodów Zjednoczonych, biorąc udział w różnych misjach pokojowych. Prowadził także zajęcia na Uniwersytecie Helsińskim.
W wyniku wyborów w 2007 po dwunastoletniej przerwie powrócił do fińskiego parlamentu. Reelekcję uzyskał w 2011. Został także kandydatem swojego ugrupowania w wyborach prezydenckich w 2012. W pierwszej turze głosowania otrzymał 18,8% głosów, zajmując 2. miejsce i przechodząc do drugiej tury. W drugiej turze wyborów dostał poparcie na poziomie 37,4%, przegrywając z Saulim Niinistö.
17 grudnia 2013 objął urząd ministra rozwoju w rządzie Jyrkiego Katainena, zastępując Heidi Hautalę. Pozostał na tym stanowisku również w utworzonym w 2014 gabinecie Alexandra Stubba, odszedł jednak z rządu 26 września 2014, gdy jego ugrupowanie opuściło koalicję. W 2015 ponownie został wybrany do Eduskunty. W 2018 ponownie był kandydatem Ligi Zielonych w wyborach prezydenckich. W pierwszej turze głosowania (jedynej wobec zapewnienia sobie przez urzędującego prezydenta w niej reelekcji) otrzymał 12,4% głosów, zajmując 2. miejsce wśród 8 kandydatów.
W listopadzie 2018 ponownie został przewodniczącym Ligi Zielonych w drodze głosowania członków partii, zastępując rezygnującego z tego stanowiska z powodów zdrowotnych Touka Aalto. Powrócił tym samym na to stanowisko po około 23 latach. Partią kierował do czerwca 2019.
W 2019 utrzymał mandat deputowanego na kolejną kadencję. 6 czerwca 2019 objął urząd ministra spraw zagranicznych w koalicyjnym rządzie Anttiego Rinne. Pozostał na tym stanowisku również w powołanym 10 grudnia 2019 gabinecie Sanny Marin. W wyborach w 2023 po raz kolejny wybrany do fińskiego parlamentu. 20 czerwca 2023 zakończył pełnienie funkcji ministra.
W czerwcu 2023 zapowiedział swój start w kolejnych wyborach prezydenckich w 2024. W pierwszej turze wyborów, która odbyła się 28 stycznia 2024, otrzymał 836 tys. (25,8%), zajmując 2. miejsce spośród 9 kandydatów. Przeszedł do drugiej tury, w której jego konkurentem został Alexander Stubb (który uzyskał poparcie na poziomie 27,2%). W drugiej turze z 11 lutego uzyskał 48,4% głosów, przegrywając tym samym wybory.

## Życie prywatne
Pekka Haavisto jest jawnym gejem. Zawarł rejestrowany związek partnerski z pochodzącym z Ekwadoru Nexarem Antoniem Floresem.

## Odznaczenia
- Krzyż Zasługi MSZ (Estonia, 2021)[15]
- Komandor I klasy Orderu Gwiazdy Polarnej (Szwecja, 2024)[16]